# Distretto di Narsingdi
Il distretto di Narsingdi (in bengalese -নরসিংদী) uno dei 64 distretti del Bangladesh, parte della divisione di Dacca. È l'unico distretto del Bangladesh che non dipende esclusivamente sull'agricoltura. Il distretto è famoso per la sua industria tessile artigianale.

## Suddivisioni
Il distretto di Narshingdi si suddivide nei seguenti sottodistretti (upazila):
- Belabo
- Monohardi
- Narsingdi Sadar
- Palash
- Raipura
- Shibpur